# Pretzschendorf
Pretzschendorf is een ortsteil van de Duitse gemeente Klingenberg in de deelstaat Saksen. Op 31 december 2012 fuseerde de tot dan toe zelfstandige gemeente Pretzschendorf met Höckendorf tot de gemeente Klingenberg.